# .ml
.ml es el dominio de nivel superior geográfico (ccTLD) para Malí.  
Hasta el 19 de julio de 2023, los dominios .ml eran gestionados por Freenom, a partir de esta fecha, AGETIC (Agence des Technologies de l'Information et la Communication) recuperó la gestión del dominio del país.